# Jiří Divíšek
Jiří Divíšek (* 15. dubna 1935 České Budějovice) je český matematik a vysokoškolský pedagog, v letech 1992 až 1998 rektor Jihočeské univerzity.

## Život
Narodil se v dubnu 1935 v Českých Budějovicích, kde v roce 1954 maturoval na místním Pedagogickém gymnáziu. V letech 1954 až 1958 studoval matematiku a fyziku na Vysoké škole pedagogické v Praze. Po studiu pracoval v letech 1958 až 1960 jako učitel na tehdejší Jedenáctileté střední škole v rodných Českých Budějovicích. V roce 1960 začal působit na Katedře matematiky Pedagogické fakulty. V roce 1976 zde získal titul kandidáta věd, v roce 1978 se stal doktorem filozofie a v roce 1980 se habilitoval pro obor teorie vyučování matematice. V roce 1985 se stal proděkanem a po sametové revoluci prvním voleným děkanem této fakulty.
V roce 1991 stál Divíšek u zřízení Jihočeské univerzity v Českých Budějovicích, která se transformovala z tehdejších dvou fakult Pedagogické (na níž působil Divíšek) a Provozně ekonomické. V listopadu 1991 byl akademickým senátem nově vzniklé univerzity zvolen jako její rektor a v únoru 1992 tak nastoupil do funkce. Mandát poté obhájil i pro druhé funkční období. Po konci ve funkci rektora působil Divíšek ještě tři roky (1998 až 2001) jako prorektor.
V rámci své odborné činnosti se, jak vyplývá z výše uvedených informací, zaměřoval zejména na výuku matematiky a byl tak autorem a spoluautoerem celé řady různých učebnic, často určených pro studenty základních škol.
V březnu 2012 mu byla udělena pamětní medaile. V roce 2015 obdržel Medaili za zásluhy o město v oblasti vědy a školství.